# Naverstads kyrka
Naverstads kyrka är kyrkobyggnad sedan 2002 i Naverstad-Mo församling (tidigare Naverstads församling) i Göteborgs stift. Den ligger i Tanums kommun.

## Kyrkobyggnaden
Kyrkan byggdes ursprungligen under 1100-talets senare hälft. Eftersom kor och långhus inte ligger i förband kan långhuset ha tillkommit senare än koret. År 1669 byggdes ett torn på västra gaveln, men den 6 november 1736 skadades tornet på grund av "storm och jordbävning". Tornet byggdes åter upp, men förstördes ånyo 1746 vid ett blixtnedslag. Därefter har inget nytt torn uppförts, utan klockorna hänger i en klockstapel uppförd 1747. Någon gång under 1600-talet eller 1700-talet fick kyrkorummet större fönsteröppningar och omkring 1730 byggdes ett tunnvälvt innertak av trä. 
Vid en ombyggnad 1822-1824 revs den triumfbåge som skiljde koret från övriga kyrkorummet. Ett stenaltare ersattes med altare av trä. Ett nytt innertak byggdes 1892 då det äldre bevarades innanför det nya. Vid en restaurering 1927-1928 togs det gamla innertaket fram. Samtidigt återuppbyggdes triumfbågen mellan koret och övriga kyrkorummet. Stenaltaret murades upp igen. Nuvarande sakristia uppfördes.

## Inventarier
- En tronande madonnaskulptur är från 1300-talet.
- Predikstolen i barockstil är från 1600-talet. Nuvarande ljudtak och trappa tillkom 1927-1928.
- Nuvarande dopfunt, av grå granit i två stycken, tillkom 1922. Funten är sjukantig och har skulpterat skaft.
- Kyrkans enda klocka är senmedeltida. Den saknar inskrifter och märken och har endast ett tomt skriftband runt halsen.[2] Klockan nämns tidigast 1740.[3] Det sägs att kyrkklockan skall ha varit skänkt av en bonde på Säm, där även en andra klocka skall ha varit gjuten i Klockebacken. Under klockornas transport över den frusna södra Bullaresjön , sjönk den ena klockan. Klockan vid kyrkan sägs idag ringa "Min make ligger i Säms fjord!".[1][4]

## Orgel
Orgeln är tillverkad 1960 av John Grönvall Orgelbyggeri. Den innehåller pipmaterial från den tidigare orgeln byggd 1892 av Johannes Magnusson. Instrumentet har tjugo stämmor fördelade på två manualer och pedal.

### Interiör och inventarier

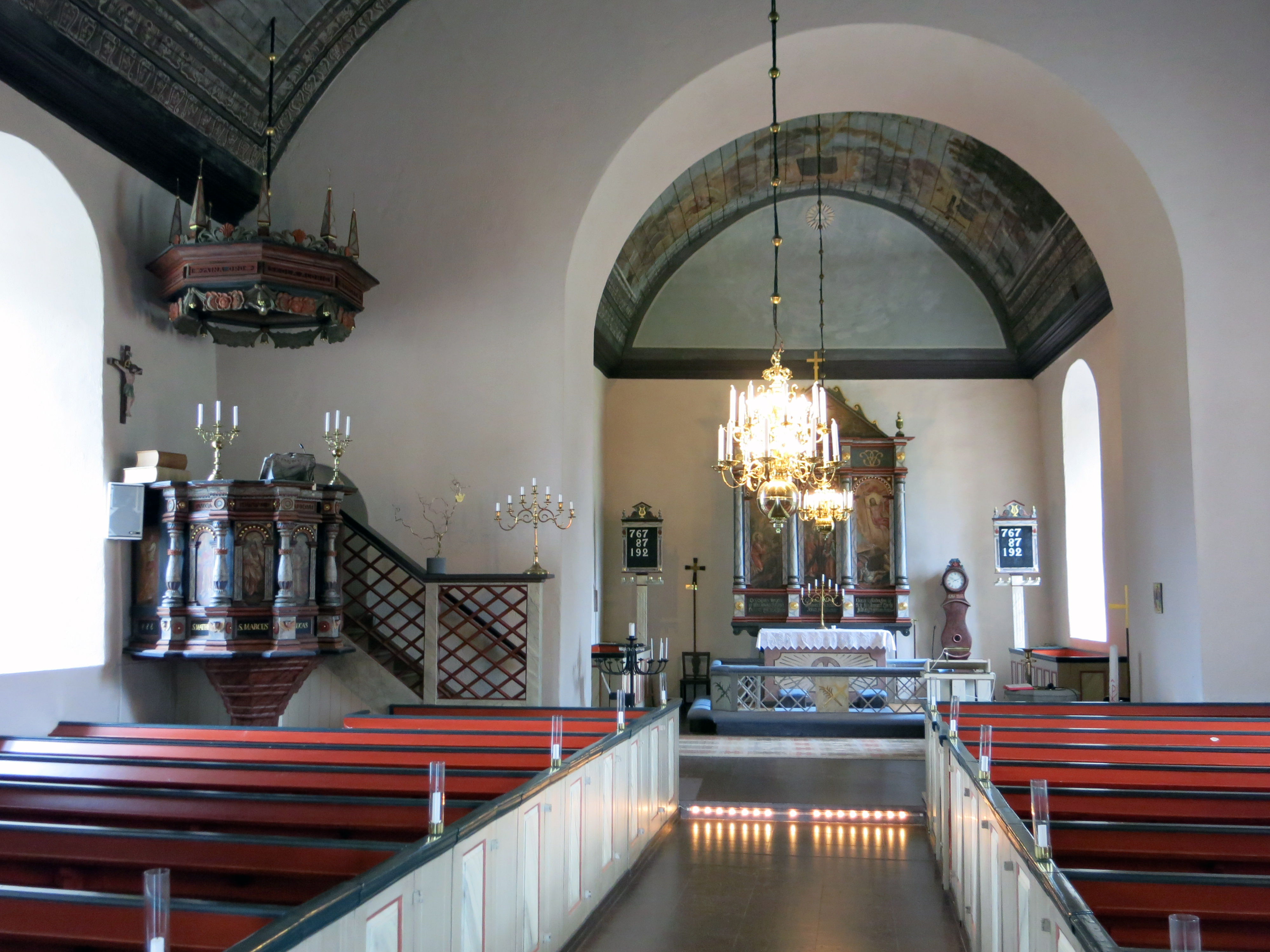
Interiör
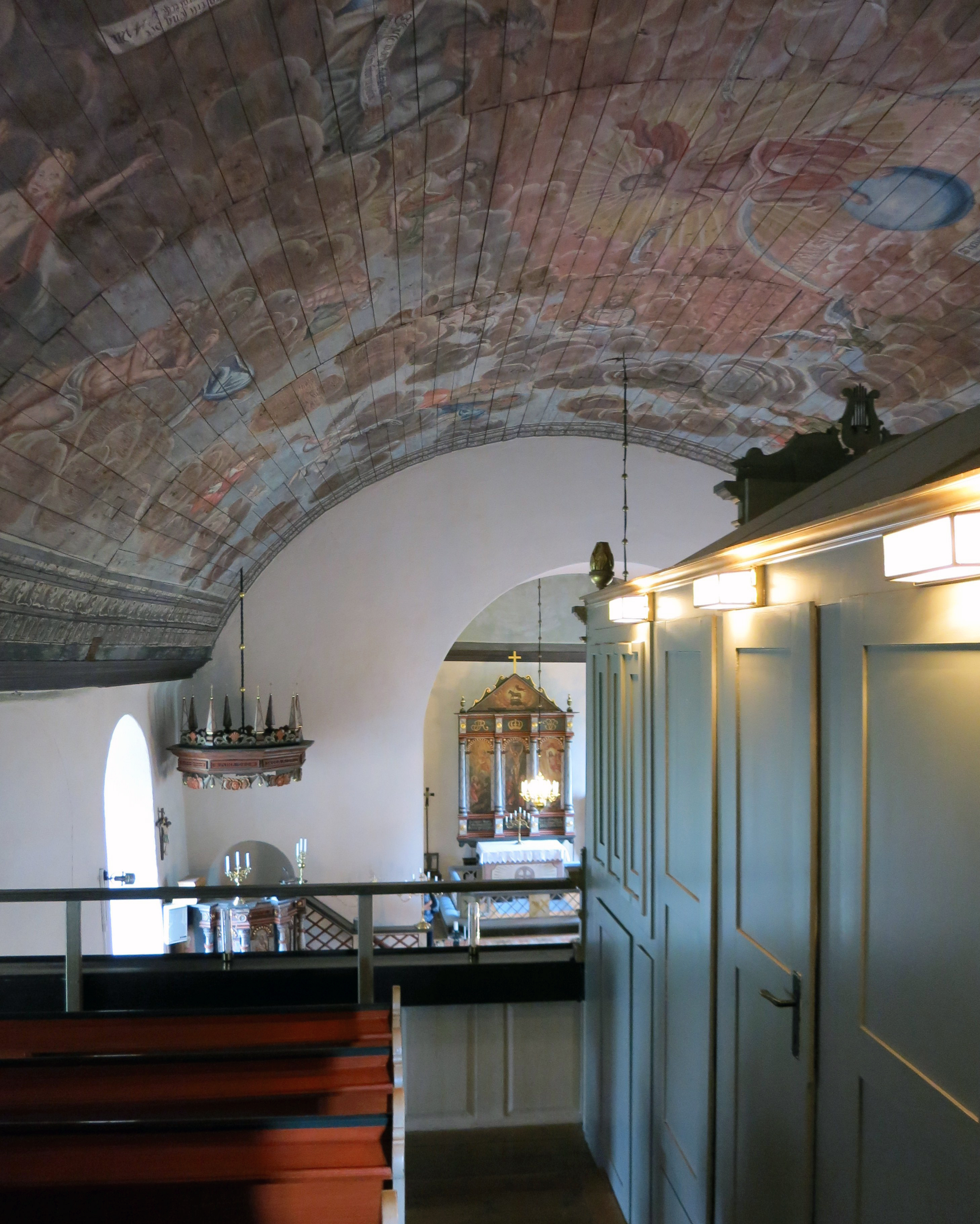
Från orgelläktaren
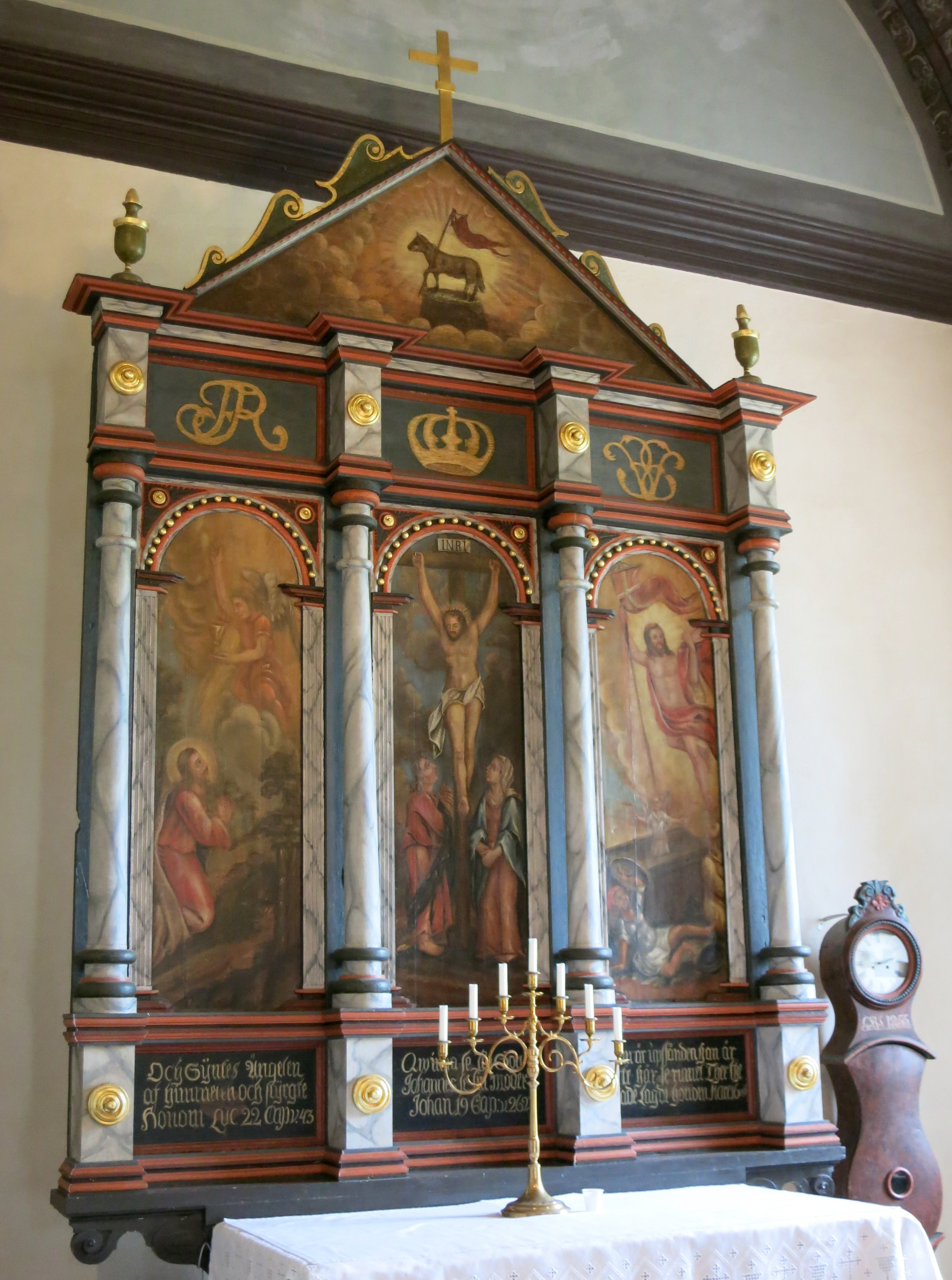
Altaret
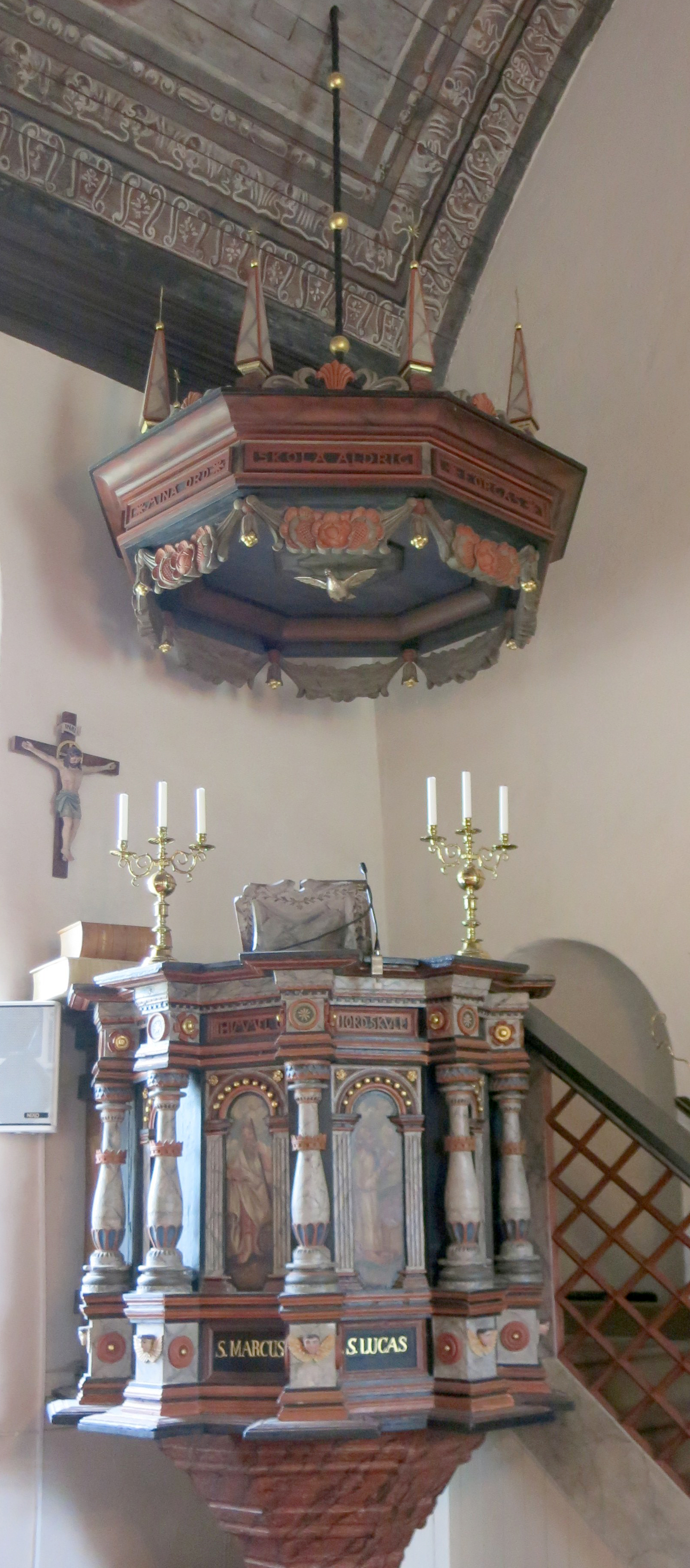
Predikstolen
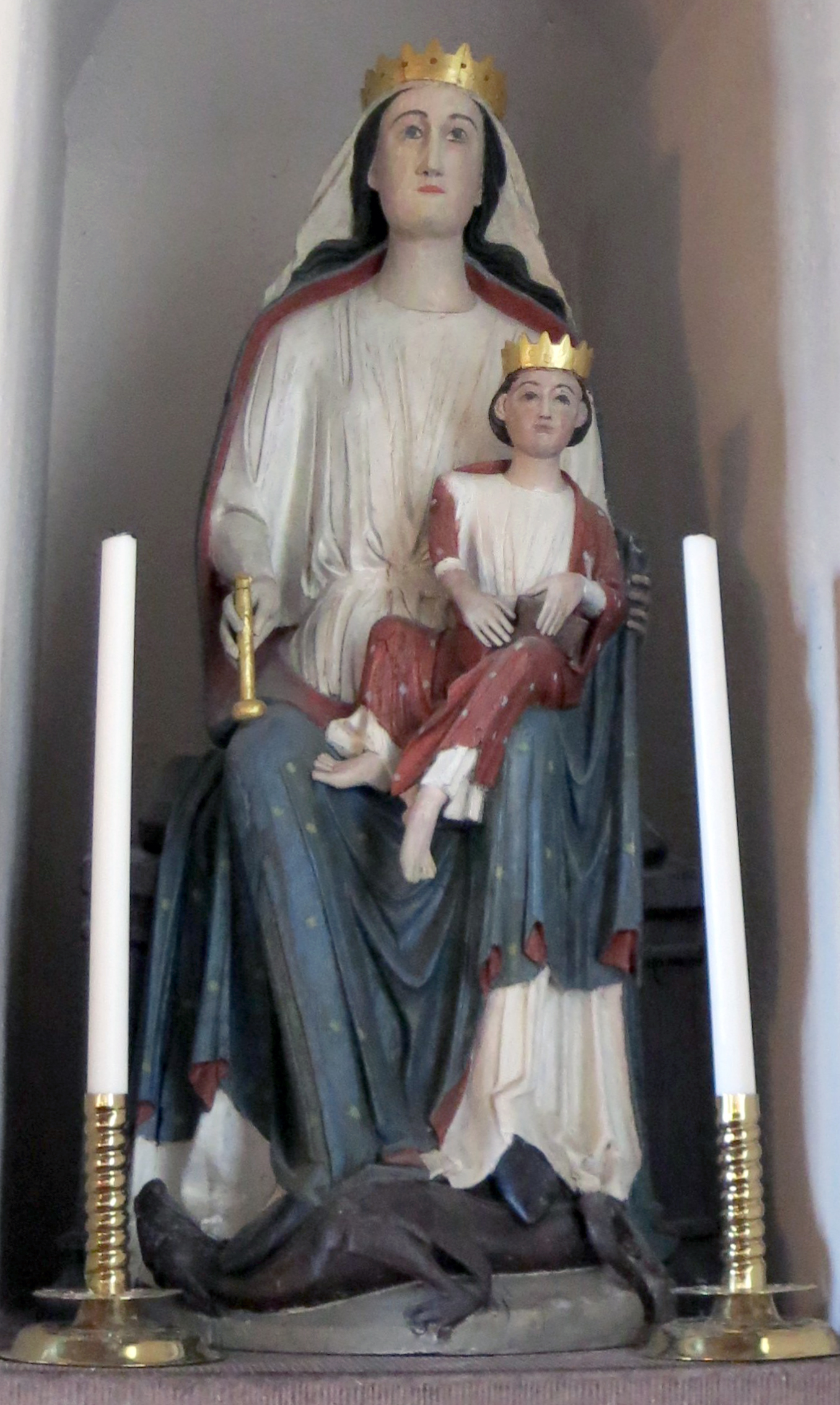
Madonnaskulptur

## Takmålningarna
Kyrkans takmålningar utfördes 1731 av Christian von Schönfeldt enligt ett kontrakt som hade tecknats redan 1728. De utgör ett mellanspel i Schönfeldts långa serie av kyrkomålningar i Västsverige, där han prövade nya idéer. Varken han eller hans lärjungar skulle emellertid senare utföra några liknande. 

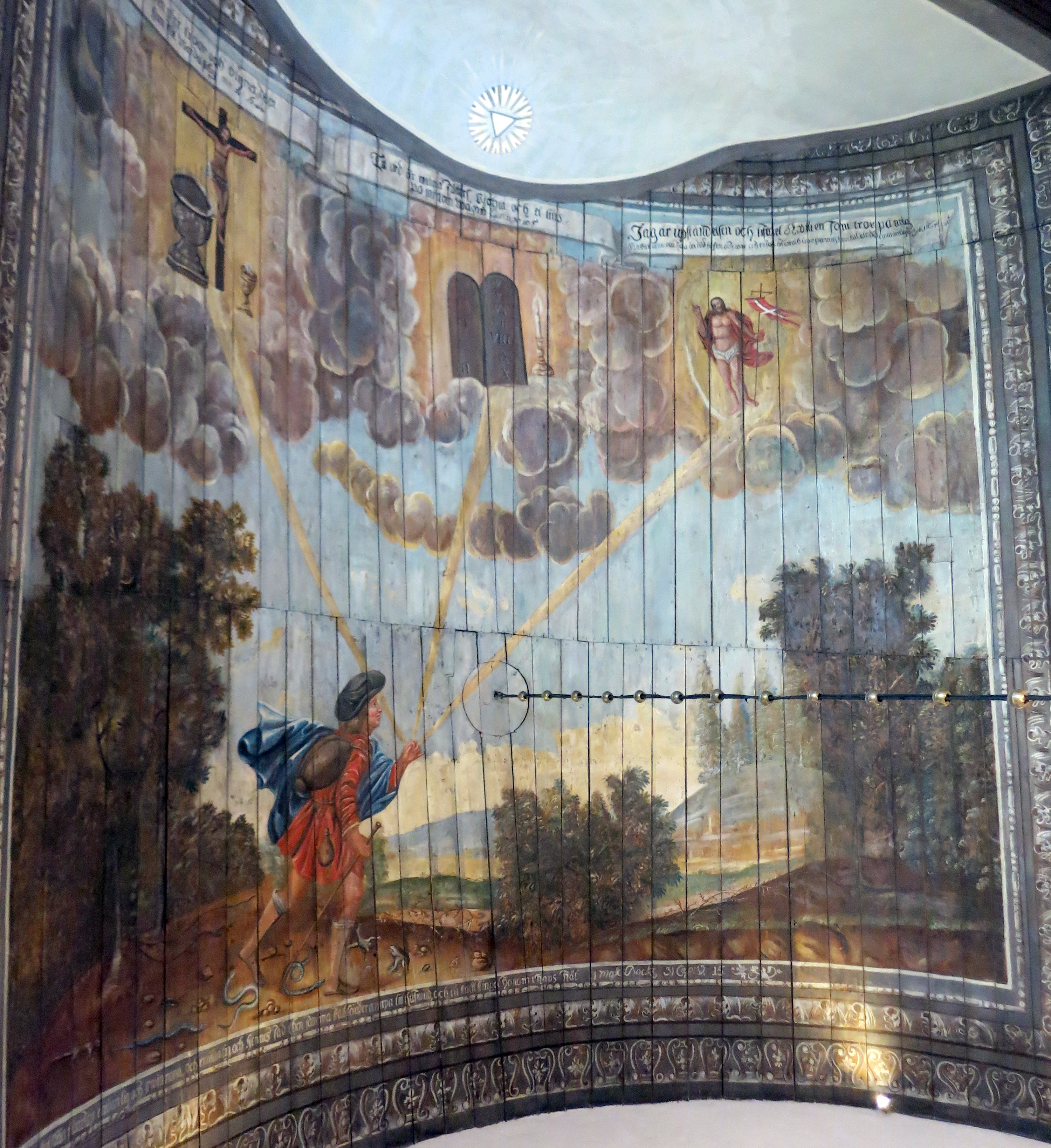
Korets takmålning

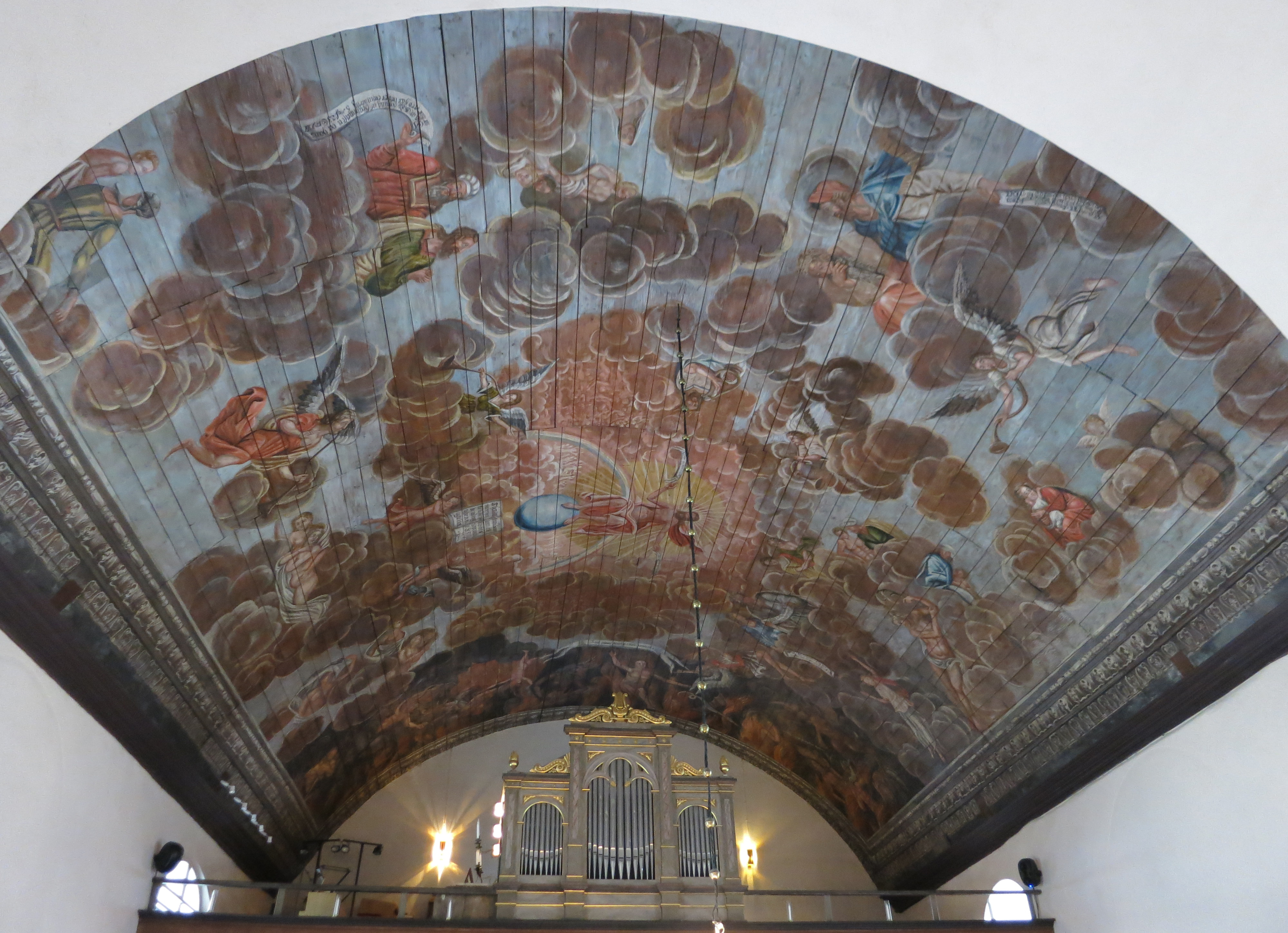
Långhusets takmålning

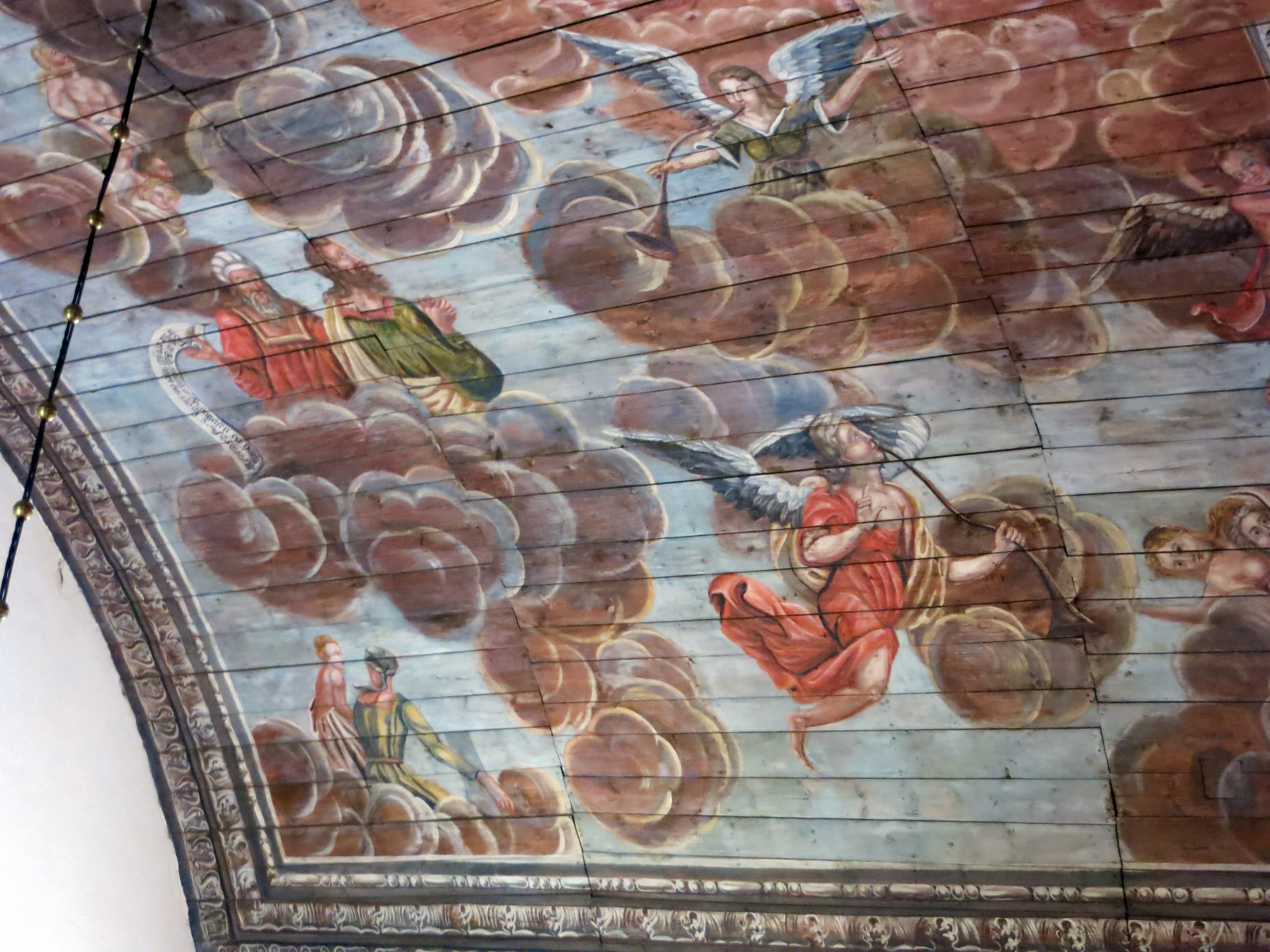
Del av långhusets takmålning

### Korets målning
Målningen i korets tak är pietistiskt inspirerad, troligen för att även kyrkoherden Gude Giedda företrädde den riktningen. Målningen visar vandringsmannen på hans väg genom livet, med dess prövningar och lidanden, men även tröst och hjälp. Som förlaga har använts en illustration på försättsbladet till en svensk utgåva 1727 av Kristens resa av John Bunyan.    

### Långhusets målning
I långhuset är motivet den yttersta domen och i Naverstad är framställningen unik för konstnären. Alla indelningar mellan scenerna saknas och hela motivet är komponerat på tvären. Troligen finns inte något liknande i Sverige. Förklaringen till vridningen är att kyrkans huvudingång tidigare fanns på sydsidan och att målningen då vette mot ingången. Schönfeldt har i Naverstad använt ljusare, lättare och luftigare färger än hans vanliga tunga barockfärger. Detta avspeglar det då framväxande rokokomåleriet. Man tror att Schönfeldt i Göteborg träffat den yngre och mera modernt inriktade Johan Ross och inspirerats av honom. Dennes målningar i Örgryte gamla kyrka, som är snarlika de i Naverstad, kan tyda på detta. 
Centralmotivet är Kristus på regnbågen. Bland andra motiv märks profeter, Konung David med harpan, domängeln, en grupp saliga och en kvinnogestalt på en molnbädd. Kompositionen har kritiserats för att ge intryck av klippbok, där motiven saknar inbördes sammanhang, men där vissa ändå är originella och väl utformade. En avbildad person sägs vara en nidbild av gästgivaren på Östad, lite drygt en kilometer norr om kyrkan, som Schönfeldt ogillade. Han avbildas i helvetet med ett ölglas i handen och det var så likt att hela församlingen kände igen honom. 

### Detaljer från långhusets takmålningar

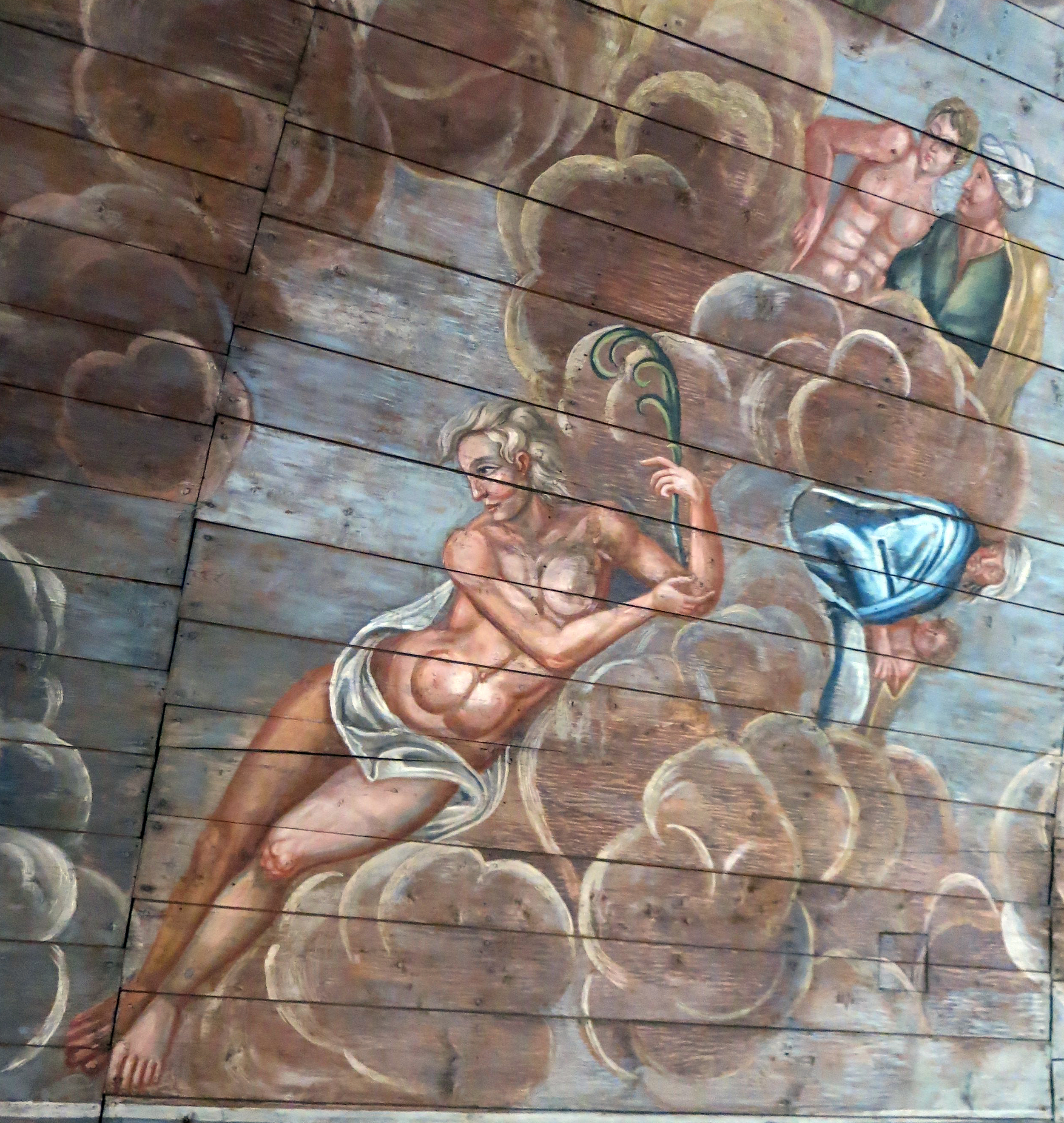
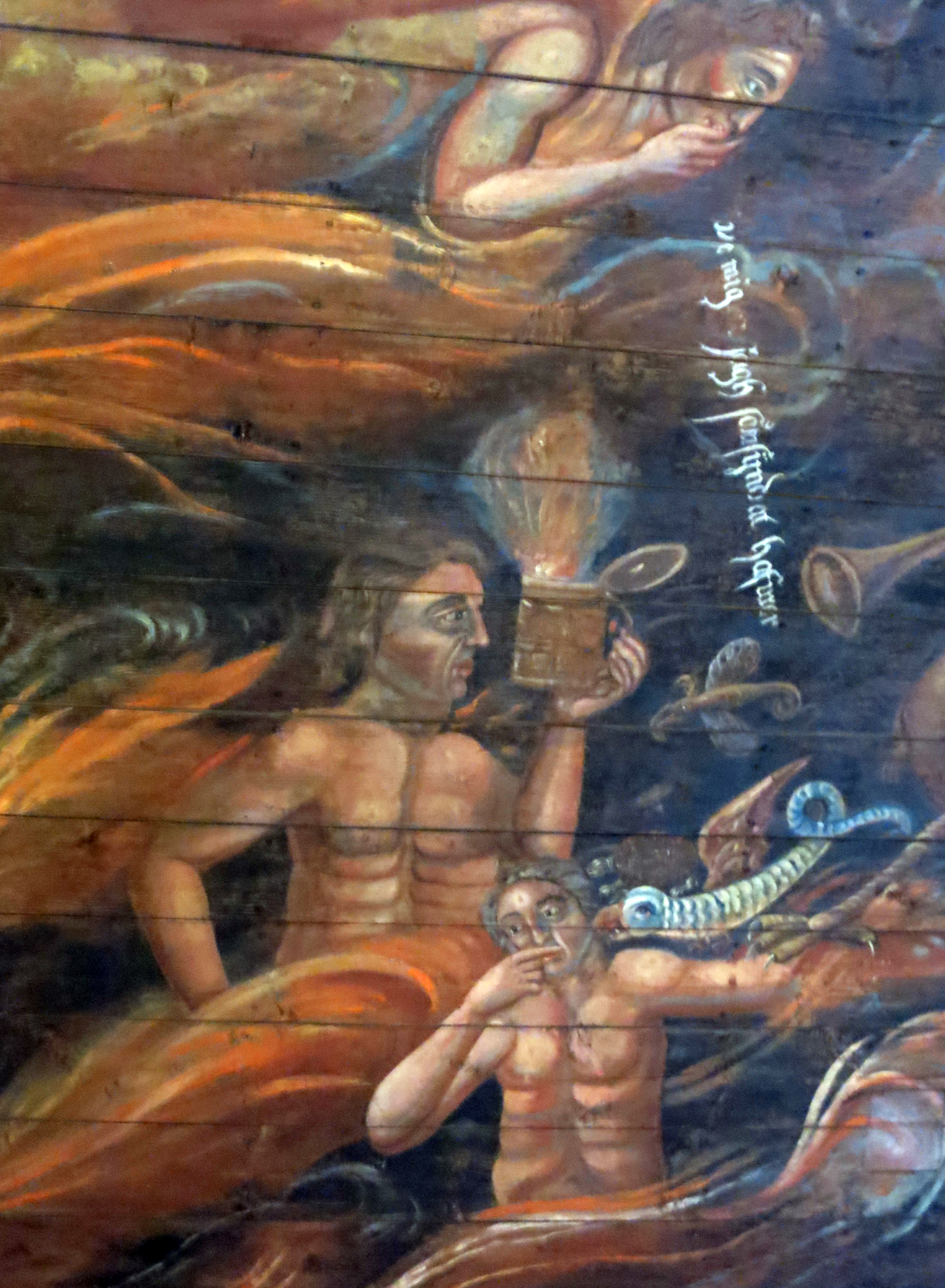
Gästgivaren med ölkruset
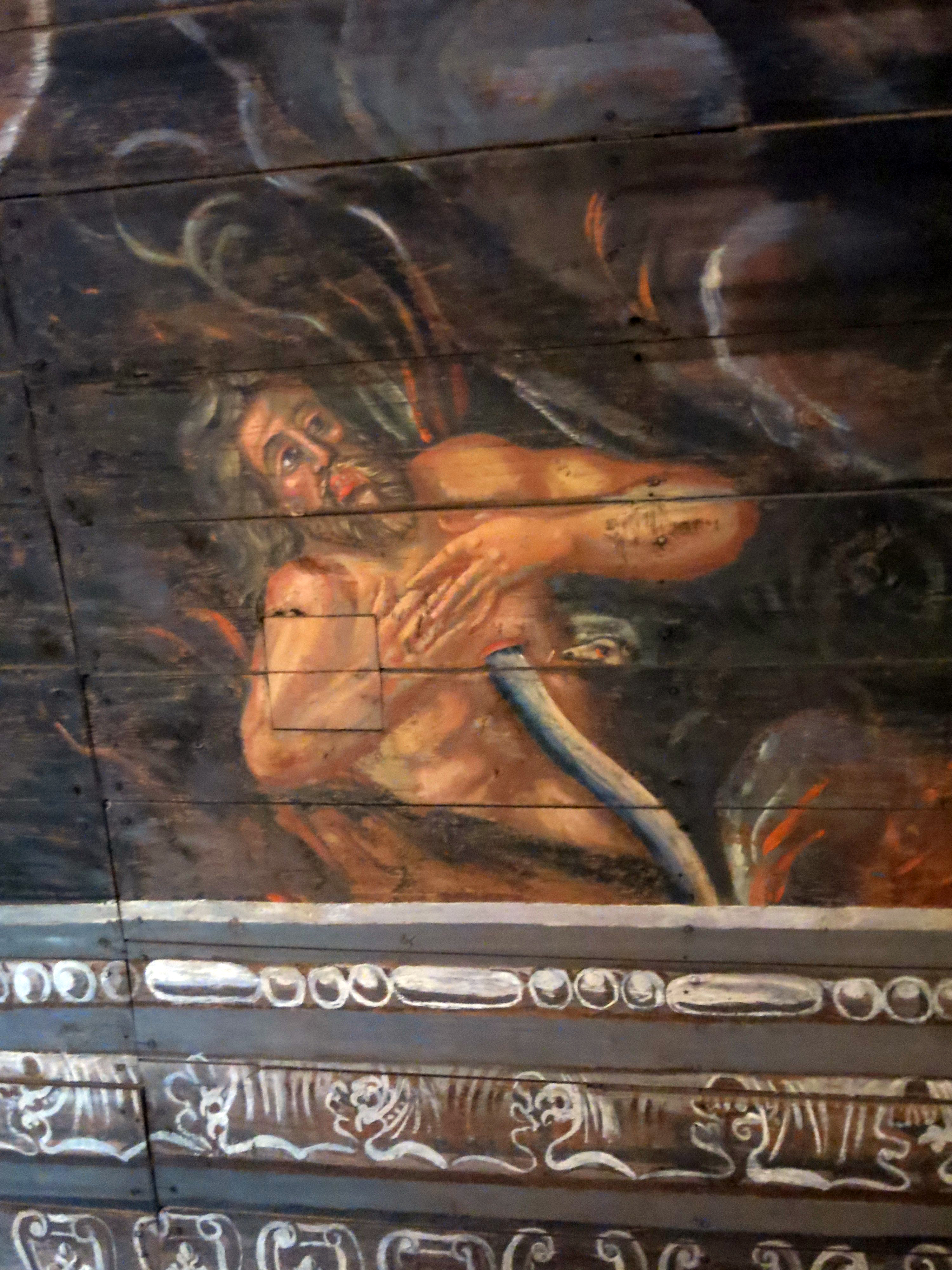
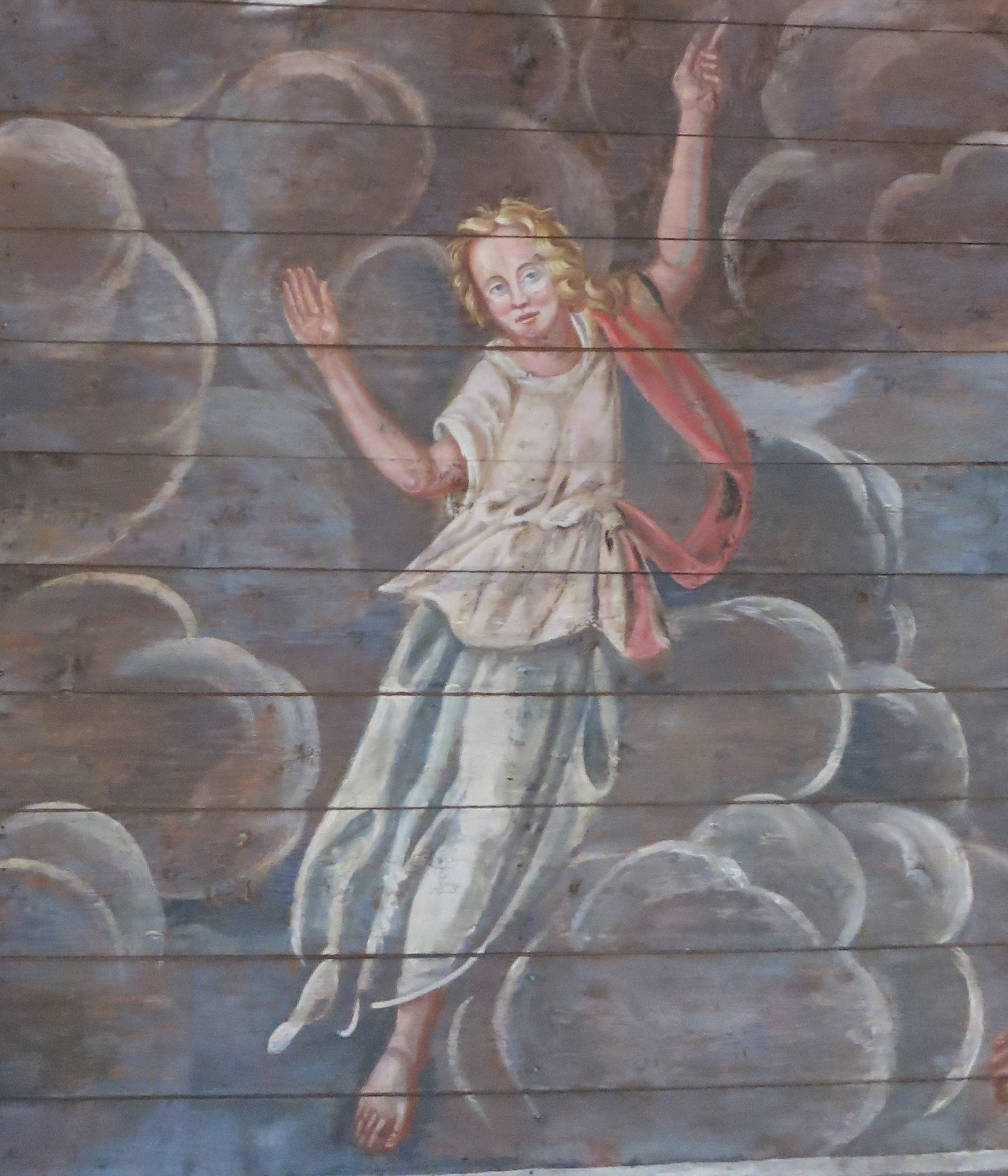